# Stippelsnuituil
De stippelsnuituil (Macrochilo cribrumalis) is een nachtvlinder uit de familie van de spinneruilen (Erebidae). De vlinder heeft een voorvleugellengte van 13 tot 14 millimeter. De soort komt verspreid over Europa voor. De soort overwintert als rups.

## Waardplanten
De stippelsnuituil heeft allerlei planten uit de cypergrassenfamilie, met name boszegge, maar ook grassen en gewone veldbies als waardplanten.

## Voorkomen in Nederland en België
De stippelsnuituil is in Nederland en België een vrij gewone soort, minder in het zuiden van België. De vlinder kan verspreid over het hele gebied worden gezien. De vliegtijd is van eind mei tot en met augustus in één generatie.